# Manzini (district)
Pour les articles homonymes, voir Manzini (homonymie).

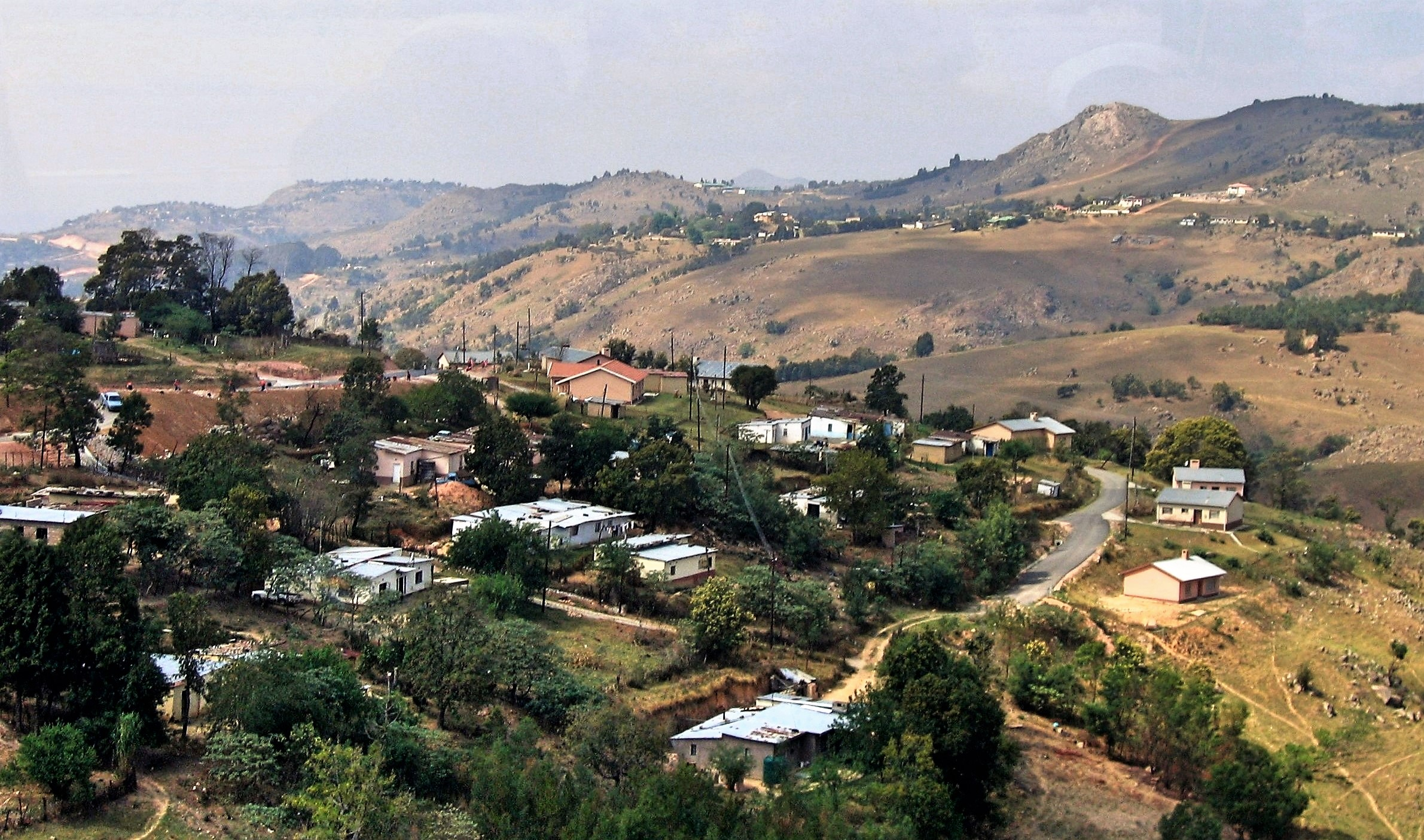
Paysage dans le district de Manzini.

Manzini est un district de l'Eswatini situé au centre est du pays.